# Мира мало
«Мира мало» — песня, записанная украинской певицей Светланой Лободой. Была выпущена в качестве сингла 29 ноября 2019 года на лейбле Sony Music Entertainment.

## Предыстория и релиз
Впервые о песне певица объявила 27 ноября 2019 года, в преддверии выхода нового альбома Sold Out. На альбоме Лобода решила кардинально сменить имидж, поэтому «Мира мало» она позиционировала как «прощание с привычным звучанием». Авторами песни стали украинские исполнители Артём Пивоваров и Артём Иванов.
Выход сингла состоялся 29 ноября.

## Музыкальное видео
30 декабря 2019 года исполнительница представила официальное муд-видео на песню, заявив, что это новогодний подарок. Его режиссёром выступил Алан Бадоев, а снято оно было спонтанно во время фотосессии. На видео Лобода восседает на белом единороге в сияющем платье, которое оставляет открытыми ноги певицы, а ближе к концу песни исчезает вовсе. На некоторых кадрах певица прижимается к единорогу, будучи полностью обнажённой.

## Чарты
| Чарт (2019—20)                             | Высшая позиция |
| ------------------------------------------ | -------------- |
| Киев (Tophit City & Country Radio Hits)    | 52             |
| Москва (Tophit City & Country Radio Hits)  | 28             |
| Россия (TopHit City & Country Radio Hits)  | 22             |
| Россия (TopHit Radio & YouTube Hits)       | 27             |
| Россия (TopHit YouTube Hits)               | 58             |
| СНГ (TopHit Radio Hits)                    | 21             |
| Украина (TopHit City & Country Radio Hits) | 19             |
| Украина (TopHit Radio & YouTube Hits)      | 34             |
| Украина (TopHit YouTube Hits)              | 16             |

| Чарт (2019—20)                             | Высшая позиция |
| ------------------------------------------ | -------------- |
| Киев (Tophit City & Country Radio Hits)    | 65             |
| Москва (Tophit City & Country Radio Hits)  | 30             |
| Россия (TopHit City & Country Radio Hits)  | 28             |
| Россия (TopHit Radio & YouTube Hits)       | 35             |
| Россия (TopHit YouTube Hits)               | 91             |
| СНГ (TopHit Radio Hits)                    | 23             |
| Украина (TopHit City & Country Radio Hits) | 27             |
| Украина (TopHit Radio & YouTube Hits)      | 41             |
| Украина (TopHit YouTube Hits)              | 26             |

### Годовые чарты
| Чарт (2020)                                | Позиция |
| ------------------------------------------ | ------- |
| Москва (Tophit City & Country Radio Hits)  | 106     |
| Россия (TopHit City & Country Radio Hits)  | 83      |
| Россия (TopHit Radio & YouTube Hits)       | 106     |
| СНГ (TopHit Radio Hits)                    | 77      |
| Украина (TopHit City & Country Radio Hits) | 178     |

## История релиза
| Регион | Дата           | Формат                      | Лейбл                    | Прим.  |
| ------ | -------------- | --------------------------- | ------------------------ | ------ |
| Мир    | 29 ноября 2019 | Цифровая загрузка, стриминг | Sony Music Entertainment | [ 1 ]  |
| СНГ    | 2 декабря 2019 | Радиоротация                | Sony Music Entertainment | [ 14 ] |